# Georg Friedrich Grotefend

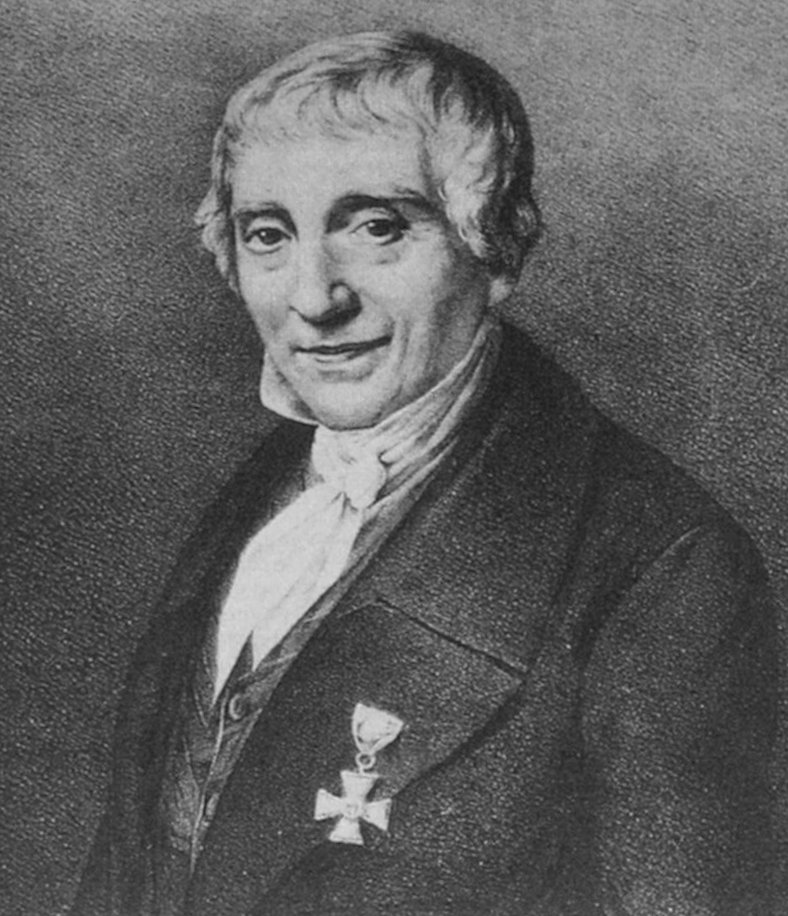
Georg Friedrich Grotefend.

Georg Friedrich Grotefend (Münden, Hannover, 9 de junio de 1775-Hannover, 15 de diciembre de 1853) fue un lingüista alemán e investigador de la Antigüedad. Fue él quién comenzó el desciframiento de la escritura cuneiforme.

## Vida y obra
Georg Friedrich Grotefend es el padre del historiador Karl Ludwig Grotefend (* 22 de diciembre de 1807; † 27 de octubre de 1874).
Grotefend fue conocido durante su vida ante todo como un filólogo de latín e italiano, aunque se muestra la atención que le prestó a su propio idioma en su obra Anfangsgründe der deutschen Poesie, publicada en 1815, y en la fundación de una organización para la investigación de la lengua alemana. 
En 1821 se convirtió en el director del liceo de Hanover, un puesto que mantuvo hasta su jubilación en 1849. 
En 1823-1824 apareció su edición revisada de la obra de Wenck Gramática Latina, en dos volúmenes, seguida por una gramática más reducida para el uso en las escuelas en 1826; en 1835-1838 un intento sistemático de explicar los fragmentos del idioma umbrio, llamado Rudimenta linguae Umbricae ex inscriptionibus antiquis enodata (en ocho partes); y en 1839 un trabajo de carácter similar basado en osco (Rudimenta linguae Oscae). Ese mismo año publicó unas memorias importantes sobre las monedas de Bactria, bajo el título de Die Münzen der griechischen, parthischen und indoskythischen Könige von Baktrien und den Ländern am Indus.
Sin embargo, pronto volvió a su tema preferido y sacó a la luz una obra en cinco partes: Zur Geographie und Geschichte von Alt-Italien (1840-1842.). 
Previamente, en 1836, había escrito un prefacio a la traducción de Wagenfeld de corto Sanjuniatón de Filón de Biblos, del que se decía haber sido descubierto el año anterior en el convento portugués de Santa Maria de Merinhão.

## Escritura cuneiforme
Pero fue en Oriente donde Grotefend realizó su trabajo más importante. Las inscripciones en escritura cuneiforme de Persia ya habían llamado la atención en Europa. Niebuhr, había hecho copias exactas de las inscripciones y por ello había perdido la vista, y un amigo de Grotefend, Tychsen de Rostock, creía haber logrado determinar que los caracteres en la columna, ahora reconocidos como persas, eran alfabéticos.
En este punto Grotefend tomó el asunto. Su primer descubrimiento fue comunicado a la Real Sociedad de Göttingen en 1802, y revisado por Tychsen dos años después. En 1815 se dio cuenta de esto en la obra de Heeren sobre historia antigua, y en 1837 publicó Neue Beiträge zur Erläuterung der persepolitanischen Keilschrift. Tres años más tarde apareció su Neue Beiträge zur Erläuterung der Babylonischen Keilschrift. Sus descubrimientos se pueden resumir de la siguiente manera:
- que las inscripciones persas contenían tres formas diferentes de escritura cuneiforme, de modo que el desciframiento de una daría la clave para el desciframiento de las otras;
- que los caracteres de la columna persa eran alfabéticos y no silábicos;
- que debían ser leídas de izquierda a derecha;
- que el alfabeto se componía de cuarenta letras, incluidos los signos para las vocales largas y cortas;
- que las inscripciones persepolitanas estaban escritas en zend (que, sin embargo, no era el caso), y debían ser atribuidas a la época de los príncipes aqueménidas;
- que una palabra frecuente específica podría referirse a la palabra persa para "rey";
- que las inscripciones satisfacían los dos siguientes esquemas: a) rey X, gran rey de reyes, hijo del rey Y; b) rey Y, gran rey de reyes, hijo de Z;
- que la presencia de los dos esquemas a) y b) le daba la oportunidad de identificar a las personas involucradas; era necesario que X fuese un rey persa, su padre fuese un rey persa también, pero que su abuelo no fuera rey;
- de acuerdo con estas ideas, Grotefend pudo identificar X para Jerjes, Y para Dario y Z con Histaspes.

De esta forma, se estableció una base para la interpretación de las inscripciones persas. Lo que quedaba era para trabajar en los resultados de los descubrimientos de Grotefend, una tarea realizada por Eugène Burnouf, Christian Lassen y George Rawlinson.